# Künstlerklub „Die Möwe“

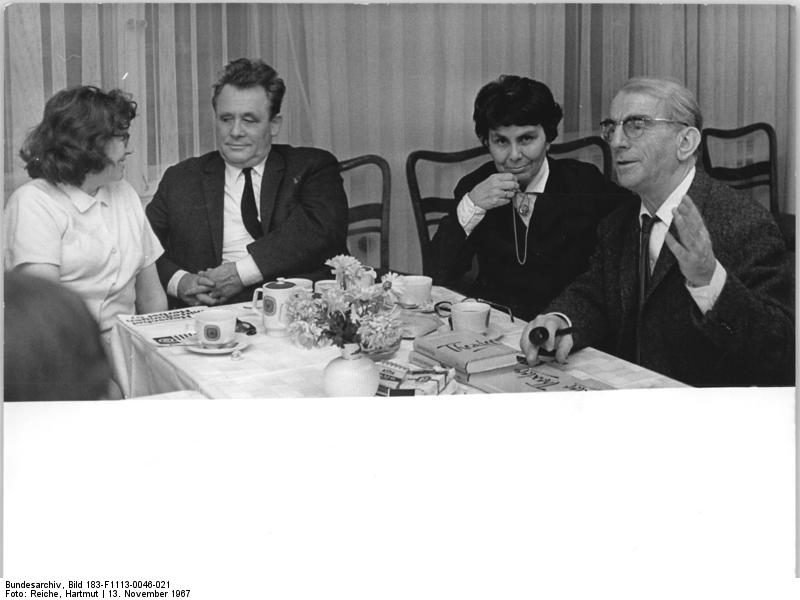
Gespräch mit dem westdeutschen Schriftsteller Günther Weisenborn, 1967

Der Künstlerklub „Die Möwe“ ist ein Kulturtreffpunkt in Berlin. Er befand sich in der Luisenstraße 18 (bis 1991 Hermann-Matern-Straße) in Berlin-Mitte von 1946 bis 1995 und ist seitdem in der Jägerstraße.

## Geschichte
Am 15. Juni 1946 wurde der Club für Bühnen- und Filmschaffende „Die Möwe“  auf Veranlassung der sowjetischen Militäradministration eröffnet. Er war nach dem Bühnenstück des russischen Schriftstellers Anton Tschechow benannt. Zu den Gästen des ersten Abends gehörten die Theater- und Filmschaffenden Hans Albers, Ernst Busch, Ernst Legal, Rudolf Platte, Gustav von Wangenheim, Paul Wegener und Eduard von Winterstein.
„Die Möwe“ wurde ein wichtiger Treffpunkt für Theaterschaffende und Bühnenmitarbeiter aus Ost und West, aber auch für weitere Künstler sowie zahlreiche Gäste. Nach dem 17. Juni 1953 war sie bis 1955 geschlossen. 1968 wurde sie dem Freien Deutschen Gewerkschaftsbund (FDGB) unterstellt und hieß nun Zentraler Club der Gewerkschaft Kunst „Die Möwe“. 

Es gab dort regelmäßig Theaterabende, Filmvorführungen, Kunstausstellungen, Lesungen, Diskussionen, Konzerte und viele Möglichkeiten der Begegnungen. Freien Zutritt hatten nur ausgewählte Personen, vor allem Theatermitarbeiter, jeder durfte aber jeweils einen Gast mitbringen. 1985 gab es etwa 250 Veranstaltungen mit etwa 70.000 Gästen. Besonders wertvoll war die Theaterbibliothek, die über 55.000 Bücher und über 100.000 Programmhefte besaß, darunter viele Titel aus westlichen Verlagen, die ausleihbar waren. 
1990 wurde der Club für Renovierungsarbeiten kurzzeitig geschlossen und danach für alle Interessierten wiedereröffnet. 1995 musste er den Ort in der Luisenstraße verlassen und zog in die Jägerstraße 2 in den ehemaligen Club der Kulturschaffenden um.
Das Gebäude erwarb die Hamburgische Landesbank. Sie verkaufte es später an das Land Sachsen-Anhalt, das dort seine Vertretung beim Bund einrichtete.
1991 gab es einen DEFA-Film über den Künstlerklub „Die Möwe“ und 2003 eine Ausstellung im Palais am Festungsgraben.

## Persönlichkeiten
Zu den Vortragenden und Gästen gehörten auch international bekannte Schauspieler wie Klaus Kinski, Sophia Loren, Yves Montand, Gerard Philipe, Vittorio de Sica und Simone Signoret sowie Simone de Beauvoir und der Pantomime Marcel Marceau.
Prominente DDR-Theaterautoren wie Bertolt Brecht, Peter Hacks und Heiner Müller sowie Schauspieler wie Wolf Kaiser und Manfred Krug  waren häufige Gäste im Club „Die Möwe“. Auch der FDGB-Chef Harry Tisch und weitere Gewerkschaftsfunktionäre besuchten den Club. Die bekannte DDR-Schauspielerin Marianne Wünscher war zeitweise die gewählte Präsidentin des Clubs.